# Impatiens choneceras
Impatiens choneceras är en balsaminväxtart som beskrevs av Justus Carl Hasskarl. Impatiens choneceras ingår i släktet balsaminer, och familjen balsaminväxter. Inga underarter finns listade i Catalogue of Life.